# Stripped (chanson)
Pour les articles homonymes, voir Stripped.
Singles de Depeche Mode
It's Called a Heart
(1985) A Question of Lust
(1986)
Pistes de Black Celebration
A Question of Time Here Is The House
Singles de Depeche Mode
A Question of Time
(1986) Strangelove
(1987)
Pistes de Black Celebration
Breathing in Fumes Black Day
Stripped est le quinzième single de Depeche Mode sorti le 10 février 1986, le premier extrait de l'album Black Celebration.
Ce titre a atteint la 15e place du classement britannique des meilleures ventes de single, et est entré dans le Top 10 de plusieurs pays européens.

## Informations
Stripped est bien connu pour son usage innovant de samples. Le début de la chanson commence ainsi avec des bruits de voitures, un effet de son d'escalator de métro notamment, tandis que la fin est marquée par l'usage de sons de feux d'artifice. Ses paroles simplistes et minimes (chaque vers ne fait pas plus de trois ou quatre mots) portant sur la sensualité, allié à une mélodie innovante en font une musique très efficace
Le clip musical est le dernier qui a été dirigé pour le groupe par Peter Care et voit les membres du groupe démolir une voiture.
La face B est But Not Tonight qui apparaît également sur l'édition américaine de Black Celebration. En effet, aux États-Unis, But Not Tonight a été choisie en face A et Stripped (jugée moins facile d'accès pour l'auditoire américain) reléguée en Face B, au grand désarroi du groupe ; cette chanson aux allures très pop (ressentie du moins comme tel par le groupe) n'a pas atteint les classements des meilleures ventes là-bas. Elle figure par ailleurs sur la bande originale du film américain Modern Girls (en), sorti cette même année.
Les deux autres face B présentes sur les différentes versions du single, sont Breathing in Fumes et Black Day qui apparaissent également sur la version CD de l'album en tant que chansons bonus. Breathing in Fumes est une sorte de remix de Stripped composé par le groupe et Thomas Stiehler. Black Day est une chanson acoustique utilisant l'harmonica, faisant très western reprenant des éléments de la piste Black Celebration, chantée par Martin Gore, et coécrite par lui, Alan Wilder et le producteur Daniel Miller - la seule chanson du groupe pour laquelle Miller reçoit un crédit.
Le Highland Mix de Stripped est l'œuvre de Mark Ellis (plus connu sous le nom de Flood), qui produira dans le futur les albums Violator et Songs of Faith and Devotion.

## Liste des chansons
Vinyle 7"Mute / Bong10 (UK)
1. Stripped – 3:47
2. But Not Tonight – 4:15

Vinyle 12"Mute / 12Bong10 (UK)
1. Stripped (Highland Mix) – 6:40
2. But Not Tonight (Extended Remix) – 5:11
3. Breathing in Fumes – 6:04
4. "Fly on the Windscreen (Quiet Mix) – 4:23
5. Black Day – 2:34

CDMute / CDBong10 (UK)
1. Stripped – 3:53
2. But Not Tonight – 4:17
3. Stripped (Highland Mix) – 6:42
4. But Not Tonight (Extended Remix) – 5:14
5. Breathing in Fumes – 6:06
6. Fly on the Windscreen (Quiet Mix) – 4:25
7. Black Day – 2:37

- La version CD est sortie en 1991 dans le cadre d'une compilations de CD singles.

Vinyle 7"Sire / 7-28564 (US)
1. But Not Tonight – 3:54
2. Stripped – 3:59

Vinyle 12"Sire / 0-20578 (US)
1. But Not Tonight (Extended Mix) – 6:17
2. Breathing in Fumes – 6:04
3. Stripped (Highland Mix) – 6:41
4. Black Day – 2:35

CDIntercord / INT 826.835 (Allemagne)
1. Stripped (Highland Mix) – 6:40
2. But Not Tonight (Extended Remix) – 5:11
3. Breathing in Fumes – 6:04
4. Fly on the Windscreen (Quiet Mix) – 4:23
5. Black Day – 2:34

- Toutes les chansons sont écrites par Martin L. Gore à l'exception de Black Day qui est écrite par Gore, Alan Wilder, et Daniel Miller.

## Classements
| Pays             | Meilleure position |
| ---------------- | ------------------ |
| Allemagne        | 4                  |
| Nouvelle-Zélande | 41                 |
| Royaume-Uni      | 15                 |
| Suède            | 9                  |
| Suisse           | 8                  |

## Reprises

### Reprise de Rammstein
Le groupe allemand de metal industriel Rammstein a effectué ce qui est sans doute la reprise la plus connue de Stripped en 1998. Cette version réduit le vers "Let me see you stripped down to the bone" à seulement "Let me see you stripped", en raison des difficultés du chanteur Till Lindemann à prononcer "down to the bone" (le vers entier est disponible sur le "Heavy Mental Mix" de Charlie Clouser). La chanson est disponible sur l'album hommage For the Masses et a atteint la 14e place dans le classement allemand des meilleures ventes de single.
Le titre est régulièrement joué en live dans les tournées du groupe. En concert, lors du passage calme du morceau, un musicien (un des guitaristes (Paul Landers et Richard Zven Krupse), le claviériste Flake Lorenz ou le bassiste Oliver Riedel) embarque à bord d'un bateau gonflable, qui continuera sa route sur la fosse, saluer les fans.

### Versions diverses
- Le groupe Palaye Royale a repris la chanson Stripped en 2023 sur l'album Sextape.
- Le groupe allemand electrogoth[Quoi ?] In Strict Confidence a enregistré en 1997 une reprise de la chanson. Cependant, leur version est très différente et dure presque dix minutes.
- Toujours en 1997, le groupe suédois de electro/synthpop Statemachine a sorti sa version de Stripped sur leur album Legerdemain.
- Le groupe italien de death/doom metal progressif Novembre a également repris Stripped sur leur album de 1995, Arte Novecento.
- Le groupe américain de black metal Leviathan a aussi repris Stripped sur Demo Five.
- En 2001, Scott Weiland de Stone Temple Pilots a repris But Not Tonight pour les besoins de la bande originale de Sex Academy (Not Another Teen Movie).
- L'intro de But Not Tonight a largement inspirée une chanson de Dntel, Don't Get Your Hopes Up. La chanson est sortie en vinyle 7", Styrofoam/Dntel Split.
- En 2004, le groupe allemand de techno Scooter a repris Stripped sur leur album Mind the Gap, et plus tard en 2006 sur leur album live Excess All Areas. En 2007, ils ont produit une version orchestrale de la chanson disponible seulement en téléchargement.
- En 2004, Jimmy Somerville a repris But Not Tonight sur son album Home Again.
- En 2005, Shiny Toy Guns a repris Stripped sur l'album Goth Electro Tribute to Depeche Mode. Le single est aussi disponible sur leur album de 2005, We Are Pilots.
- Le groupe de rock suédois Kent finissait la majorité de ses concerts de l'Isola Tour en 1998 en jouant une reprise de Stripped, l'annonçant comme « l'une de nos chansons préférées, que nous n'avons malheureusement pas écrite nous-même ». Cette version a aussi été jouée dans le talk show suédois Sen Kväll Med Luuk.
- En 2005, le groupe d'electro-industrial Brainclaw a repris Stripped et l'a sorti en single digital.
- En 2006, le duo de dark wave She Wants Revenge, a repris la chanson en live au Jet Nightclub de Las Vegas[9].
- Le groupe californien de rock Drist, a aussi repris la chanson en 2006 sur leur album, Orchids And Ammunition.
- En 2009, le groupe anglais de power pop Magic Eight Ball, a sorti sa propre version de Stripped en édition CD limitée et en single disponible sur iTunes.
- Sylvain Chauveau a repris la chanson pour les besoins de Down to the Bone - An Acoustic Tribute to Depeche Mode avec Ensemble Nocturne.